# Potok (Žilina)
Potok (in ungherese Patak) è un comune della Slovacchia facente parte del distretto di Ružomberok, nella regione di Žilina.